# 曾传芳
曾传芳（1915年—1982年），曾用名张平，男，江西永丰人，中华人民共和国军事人物，中国人民解放军少将，曾任上海警备区政治部主任、副政治委员。